# Nifters
Nifters är ett svenskt hårdrocksband från Norrköping som bildades 1999 av sångaren Mats Larsson och gitarristen Johan Söderhielm. Deras debutalbum, Invisible Caine gavs ut 2008.

## Historia
2003 släppte Nifters EP:n Cognitive Eclipse som producerades av Joakim Göthberg, sångare i metalbandet Dimension Zero och med ett förflutet i Marduk och In Flames. Nifters fick en hit med låten "074-830622 Phonecall To God" som under ett tag spelades ofta på Sveriges Radio P3. Kort efter att EP:n släpptes blev Joakim Göthberg fast medlem i Nifters som trummis efter Tommy Storbacks avhopp. 2004 släpptes singeln "Allein" som producerades av Peter "PP" Samuelsson, basgitarrist i dansbandet Barbados. 
De följande åren skedde några förändringar i Nifters sättning. 2004 beslutade sig Mats Seiterö för att hänga av sig gitarren och enbart koncentrera sig på sång, vilket ledde till att Zwedda erbjöds att ta över Mats gitarrsyssla. Zwedda kom närmast från Devils Whorehouse, ett horrorpunkband bildat av Roger "B. War" Svensson och Morgan "Evil" Håkansson från Marduk. Samma år hoppade Robert Breiner av och ersattes av Jocke Samuelsson som trakterade basgitarren fram till 2006 innan han också lämnade. Under 2006 var Martin Thornell, som under denna tid var gitarrist i poprockbandet General Wu, tillfällig basgitarrist vid spelningar. 2007 blev han fast medlem i Nifters.
2014 gick gitarristen Mikael Qvist (Violent Divine) med i Nifters och 2016 lämnade Zwedda bandet.

### Invisible Caine
2007 och 2008 släpptes singlarna "If This One Becomes A Hit I Swear I Am Going To Kill Myself" och "Genesis/Apocalypse". Låten "If This One..." hyllades av förre idol-jurymedlemmen Daniel Breitholtz på musiksajten Allears.se, och detta ledde till att Nifters var med i Tv4-programmet Hetast På Allears. Genom Allears.se blev Nifters också framröstat att spela på Way Out West i Göteborg 2007. 
2008 släppte Nifters albumet Invisible Caine, återigen producerat av Peter "PP" Samuelsson, genom dåvarande skivbolaget NZW Records. På denna skiva spelar Jocke Samuelsson basgitarr. Låten "17" från det albumet har spelats flitigt i P3 Rockster.

### Zalvatore Caine Incorporated
I november 2009 släppte Nifters singeln "Cancervive?" på skivbolaget Killer Cobra Records, och den har också fått mycket speltid i P3 Rockster. Ytterligare tre singlar, "Parrhesia", "Prescripted Hologram" och "Next Stop Devastation" har släppts från albumet Zalvatore Caine Incorporated som gavs ut i mars 2010. Även detta album är producerat av Peter "PP" Samuelsson. 
På Nifters releasefest för Zalvatore Caine Incorporated i Stockholm var Tomas Lindberg från death metal-bandet At the Gates gästartist. Tillsammans framförde de "Blinded by Fear" av At the Gates.

### Post Dominum Caine
I januari 2012 påbörjade Nifters inspelningen av sitt tredje fullängdsalbum, Post Dominum Caine. De två tidigare albumen är inspelade i Göteborg, men denna gång skedde det i deras hemstad Norrköping med Per Åkesson som inspelningstekniker. Post Dominum Caine är producerat av Nifters och mixat av Peter "PP" Samuelsson. Samarbetet med Killer Cobra Records upphörde under 2013 och Nifters släppte skivan på egen etikett i januari 2014.
I sången "(Too) Late Modernity" gästsjunger Roberth "Robban" Karlsson från metalbandet Scar Symmetry.

## Medlemmar
Nuvarande medlemmar
- Mats Larsson – sång (1999– ), gitarr (1999–2004)
- Johan Söderhielm – gitarr (1999– )
- Joakim Göthberg – trummor (2003– )
- Martin Thornell – basgitarr (2007– )
- Mikael Qvist - gitarr (2014– )

Tidigare medlemmar
- Mattias Svensson – trummor (1999–2001)
- Robert Breiner – basgitarr (1999–2004)
- Tommy Storback – trummor (2001–2003)
- Jocke Samuelsson – basgitarr (2004–2006)
- Christoffer "Zwedda" Svedbo – gitarr (2004–2016)

## Diskografi
Studioalbum
- 2001 – Riding Shotgun
- 2008 – Invisible Caine
- 2010 – Zalvatore Caine Incorporated
- 2014 – Post Dominum Caine

EP
- 2003 – Cognitive Eclipse
- 2018 – Myths, Lies and Mirrors
- 2020 – Arkifvet

Singlar
- 2004 – Allein
- 2007 – If This One Becomes A Hit I Swear I Am Going To Kill Myself
- 2008 – Genesis/Apocalypse
- 2009 – Cancervive?
- 2009 – Parrhesi'a
- 2010 – Prescripted Hologram
- 2010 – Next Stop Devastation